# Gertrud Grunow
Gertrud Grunow (Berlín, 8 de juliol de 1870 - Leverkusen, 11 de juny de 1944) va ser una música i pedagoga alemanya que va formular diverses teories sobre les relacions entre so, color i moviment i una especialista en pedagogia vocal. Va impartir cursos sobre la «teoria de l'harmonització» a la Bauhaus de Weimar, on va ser la primera i única professora de l'escola durant els anys de Weimar.

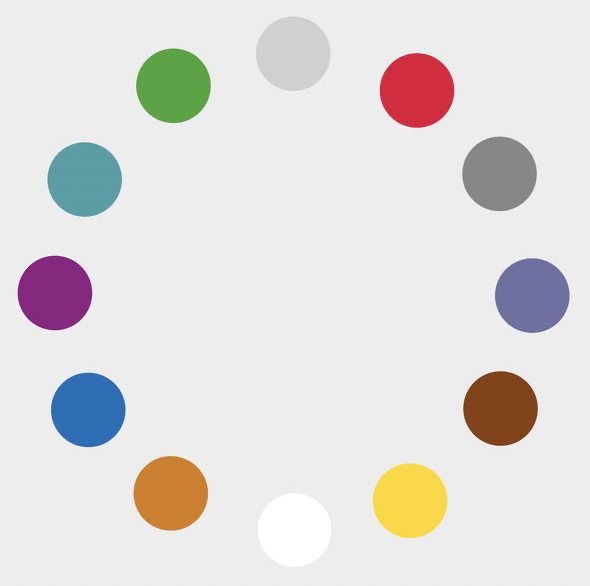
Cercle de color de la teoria de l'harmonització de Gertrud Grunow.

## Trajectòria
Quan es va incorporar a la Bauhaus, el 1919, ja tenia molta experiència docent; havia  ensenyat a aspirants a cantants i músics a Düsseldorf a finals de la dècada de 1890. A partir de 1914, després d'assistir a un curs de gimnàstica rítmica, o eurítmia, amb Émile Jaques-Dalcroze, va començar a desenvolupar les idees pedagògiques que serien la base de la seva docència posterior a la Bauhaus.
Grunow va explorar les relacions entre el so, el color i el moviment i va dictar les primeres conferències sobre les seves teories a Berlín el 1919. Aquest mateix any va ser convidada pel pintor i dissenyador suís Johannes Itten, a fer classes a la Bauhaus, on ell era professor.
Va començar impartint-hi un curs de «Teoria de l'harmonia», que més tard va ser «Teoria de l'harmonització». Grunow ja era a la Bauhaus des de finals de 1919, i hi va estar fins a l'estiu de 1924. Als seus cursos hi assistien tant els professors  com els estudiants. Però a diferència dels seus col·legues masculins, a ella li pagaven com a treballadora autònoma i no la van contractar com a empleada fins a l'estiu de 1923.
Grunow creia que la capacitat de les persones per a expressar-se depenia de la seva percepció personal del color, el so i la forma. Els seus cursos incloïen la sensibilització de tots els òrgans sensorials, l'entrenament mental i sessions psicològiques individuals. Una estudiant va observar que «estava convençuda que podia col·locar els alumnes, mitjançant la música i un estat de tràngol autoinduït, en un equilibri interior que enfortiria i harmonitzaria els seus poders creatius». Grunow assegurava que la seva feina podra ajudar a desplegar qualsevol habilitat humana, fins i tot la boxa. Va desenvolupar un «cercle de color de dotze tons», anàleg a la música de dotze tons del compositor austríac Arnold Schönberg (1874-1951). També va explorar la correlació entre forma i color, igual que els seus col·legues de la Bauhaus Itten, Wassily Kandinsky i Paul Klee.
Com a part de la seva feina, Grunow preparava avaluacions dels estudiants que recomanaven a quin dels tallers de la Bauhaus havien de ser assignats després del curs preliminar, exercint així una poderosa influència sobre la seva futura direcció artística. Per mitjà de la música i l'observació psicopedagògica podia estimular les qualitats innates de cada alumne i se li va reconèixer una gran capacitat per detectar aquestes habilitats en els seus alumnes.
Grunow, juntament amb Itten, Lothar Schreyer i altres, va ser considerada com un dels «esotèrics» de la Bauhaus, a diferència de  Walter Gropius, director de l'escola, amb una mentalitat més tècnica. Una vegada que Itten se'n va anar, al 1923, va perdre la seva influència i va deixar l'escola a l'any següent. Va romandre en contacte amb el personal i els estudiants de la Bauhaus, inclòs Kandinsky, que era sinestèsic i tenia un interès particular en les seves idees.
A partir de 1924 va fer classes a Berlín i des de 1926 fins a 1934 a Hamburg. Va participar, juntament amb l'exalumne de la Bauhaus Ludwig Hirschfeld Mack, en el den II. Kongreß für Farbe-Ton-Forschung, Hamburg 1-5 d'octubre de 1930 (Segon Congrés de Recerca en Color i So, celebrat a Hamburg).
Va col·laborar en la recerca amb el psicòleg Heinz Werner, i va ser sòcia del filòsof Ernst Cassirer, de la historiadora de l'art Gertrud Bing i Hilla von Rebay, una artista abstracta i primera directora del Museu Solomon R. Guggenheim de Nova York.
Es va traslladar a Londres amb l'Institut Warburg, però va haver de tornar a Alemanya al començament de la Segona Guerra Mundial. Va viure a Düsseldorf de 1939 a 1944 i va morir a Leverkusen el 1944. Està enterrada a Bonn. 